# Kattarp
Kattarp – miejscowość (tätort) w Szwecji, w regionie administracyjnym (län) Skania, w gminie Helsingborg.
Według danych Szwedzkiego Urzędu Statystycznego liczba ludności wyniosła: 732 (31 grudnia 2015), 736 (31 grudnia 2018) i 748 (31 grudnia 2019).